# Kevin Punter
Kevin Punter   (Bronx, 25 de juny de 1993) és un jugador professional de bàsquet nord-americà que pertany a la plantilla del Futbol Club Barcelona de la Lliga Endesa i a l'Eurolliga. Amb 1,93 metres d'estatura, juga a la posició d'escorta.

## Trajectòria esportiva

### Universitat
Després de jugar dos anys al community college de State Fair, on al segon va fer una mitjana de 20,3 punts, 4,6 rebots i 1,7 assistències per partit, va ser transferit als Volunteers de la Universitat de Tennessee, on en va jugar dos temporades més, en què va fer una mitjana de 15,6 punts, 2,7 rebots i 2,6 assistències per trobada, sent elegit el 2016 pels entrenadors en el segon millor quintet de la Southeastern Conference.

### Professional
Després de no ser elegit al Draft de l'NBA de 2017, va jugar amb els Minnesota Timberwolves les Lligues d'Estiu de la NBA. Després de no destacar, va signar el seu primer contracte professional amb l'equip grec del Lavrio B.C., equip amb què va disputar 21 partits en què va fer una mitjana de 2,5 punts i 2,4 rebots. El 27 de març de 2017 va deixar l'equip per fitxar fins a final de temporada per l'equip belga de l'Antwerp Giants, amb què va fer una mitjana de 11,1 punts i 3,1 rebots poe encuentro.
El juliol del 2017 va fitxar pel Rosa Radom polonès, amb què va fer una mitjana de 19,8 punts i 4,1 rebots per partit, fins que el febrer del 2018 va tornar a Grècia per jugar a l'AEK Atenes BC.
El 4 de juliol de 2021, signa pel KK Partizan de l'ABA Lliga.
El 19 de juny del 2024 es fa oficial el seu fitxatge pel FC Barcelona de la Lliga Endesa per una temporada.